# Anri Sala
Anri Sala (Tirana, Albània, 1974) és un artista contemporani que principalment fa servir el vídeo. Va estudiar art a l'Acadèmia d'Arts d'Albània entre 1992 i 1996. També va cursar estudis de vídeo a l'Ecole Nationale des Arts Décoratifs de París i direcció de cinema a Le Fresnoy-Studio National des Arts Contemporains, a Tourcoing. Viu i treballa a París.
La seva vídeo-instal·lació Dammi i colori (Dona'm els colors) es troba en exhibició permanent a la Tate Modern de Londres. La instal·lació reflexiona sobre la transformació de Tirana el 2003 per mitjà de colors. La instal·lació inclou una conversa amb l'alcalde de Tirana, Edi Rama, un amic personal de l'artista i la força darrere d'aquesta transformació de la ciutat. Sala també té obra a la col·lecció permanent del MACBA, a Barcelona. El CCCB li va dedicar una sessió especial el 2011 on es van projectar algunes de les seves principals obres, com Dammi I Colori o Intervista.

## Obra
Les obres de Sala es caracteritzen per la lentitud. En els seus vídeos no hi ha gaires moviments de càmera. Aquest fet contrasta amb la velocitat de les imatges a les que estan acostumats els ciutadans del segle xxi. Els seus treballs representen realitats de zones limítrofes de l'Europa occidental. Sovint documenten l'evolució de societats amb passat comunista. Una obra que mostra les tensions entre l'estètica i la política, concebuda des del límit de l'Europa occidental.

### Vídeos
- 2009 - A Spurious Emission, Video at a vernissage at MOCA Museum of Contemporary Art (North Miami), North Miami
- 2008 - Dammi i Colori, Video-Installation a la Tate Modern, London
- 2004 - Lak-Kat, 9’
- 2003 - Time After Time 5’22".[3]
- 2003 - Mixed Behaviour, 8’
- 2002 - Long Sorrow, 12’
- 2006 - Air Cushioned Ride, 6’

### Curtmetratges
- 1999 - Quelle histoire? (Mirage Illimité), Paris
- 1999 - Nocturnes (Le Fresnoy), Tourcoing. Seleccionada als Rencontres cinématographiques, Tourcoing (1999) i al Short Film Festival, Clermont Ferrand (2000)
- 1998 - Intervista - finding the words (Ideale Audience, ENSAD), Paris.26’

### Textos
- 2010 - Anri Sala Why the Lion Roars[4]

## Exposicions rellevants
- 2000 - De Appel Foundation, Amsterdam
- 2000 - Galerie Johnen and Schöttle, Colònia (amb Martin Boyce)
- 2000 - Galerie Rüdiger Schöttle, Múnic (amb Torsten Slama)
- 2000 - Galerie Chantal Croussel, Paris[5]
- 2002 - Programa, Ciutat de Mèxic
- 2002 - OPA, Guadalajara (Mèxic)
- 2003 - Blindfold, Galerie Johnen and Schöttle, Köln
- 2003 - Kunsthalle Wien, Viena
- 2003 - Castello di Rivoli Museo d'Arte Contemporanea, Torí, Itàlia.
- 2004 - Alfonso Artiaco, Neapel
- 2004 - Anri Sala - Wo sich Fuchs und Hase gute Nacht sagen, Deichtorhallen, Hamburg
- 2005 - Dammi i Colori, DAAD-Galerie, Berlín
- 2005 - Videos, Museum Boijmans van Beuningen, Rotterdam
- 2005 - Long Sorrow, Nicola Trussardi Foundation, Milan
- 2011 - 1395 dies sense vermell, Šejla Kamerić i Anri Sala, MACBA, Barcelona[2]
- 2011 - No Formula One No Cry, The Promenade Gallery, Vlora
- 2012 - Centre Pompidou, París[6]

## Premis i reconeixements
- 2001: Absolut Art Award.[7]
- 2002: Hugo Boss Prize
- 2001: Biennal de Venècia: Young Artist Prize[8]